# Ctenopleura
Genre
Ctenopleura  est un genre d'étoile de mer de la famille des Astropectinidae.

## Taxinomie
Selon World Register of Marine Species (27 janvier 2015) :
- Ctenopleura astropectinides Fisher, 1913 -- Région Indonésie-Philippines
- Ctenopleura fisheri Hayashi, 1957 -- Japon
- Ctenopleura ludwigi (deLoriol, 1899) -- Région Indonésie-Philippines
- Ctenopleura sagamina (Döderlein, 1917)